# 陈发景
陈发景（1927年—），男，安徽当涂人，中国石油地质与勘探专家，曾任中国地质大学教授、博士生导师。